# Chrysobothris azurea
Chrysobothris azurea es una especie de escarabajo del género Chrysobothris, familia Buprestidae. Fue descrita científicamente por LeConte en 1857.
Mide 5-9 mm. Se encuentra en América del Norte. Las larvas se encuentran en Acer, Alnus, Amelanchier, Betula, Carya, Celastrus, Cercis, Crataegus, Diospyros, Juglans, Pinus, Prunus, Quercus, Rhus, Vitis, Wisteria.